# Lança-granada automático
SB LAG 40 (Espanha)
Um lança-granadas automático é um lança-granadas capaz de fogo automático e normalmente carregado com uma fita de munição ou carregador.
Essas armas são frequentemente montadas em veículos ou helicópteros, pois quando essas armas são movimentadas pela infantaria, a arma, seu tripé e munições são uma carga pesada, exigindo uma pequena equipe. Outros tipos de lança-granadas são normalmente muito mais leves e podem ser facilmente transportados por apenas um soldado. O lança-granadas automático Mk 19, lançado pela primeira vez pelos Estados Unidos em 1966, e ainda hoje amplamente utilizado, pesa 62,5 kg quando preso ao tripé e carregado com uma caixa de munição. Para efeito de comparação, o lança-granadas M79 de tiro único pesa 2,93 kg. Independentemente do seu peso, os lança-granadas automáticos ainda são altamente eficazes, e o Mk 19 é capaz de disparar indiretamente até 2.200 metros, função tradicionalmente reservada aos morteiros. Embora o cartucho carregue menos explosivo do que um cartucho de morteiro de 60 mm, acredita-se que isso seja contrabalançado por seu volume de fogo muito maior.
O calibre mais popular para lança-granadas automáticos nos países ocidentais é o 40 mm. A União Soviética colocou em campo com sucesso um lança-granadas de 30 mm, o AGS-17, durante a guerra no Afeganistão. Em 2002, a Rússia introduziu um sucessor, o AGS-30, e em 2017, o AGS-40 Balkan. As munições tradicionais para lança-granadas automáticos incluem alto explosivo, fragmentação e carga moldada para atacar veículos blindados leves. Também foram feitas munições menos letais, como gás lacrimogêneo e granadas de esponja para controle de tumultos. No século XXI, os lança-granadas automáticos foram fabricados com sistemas integrados de mira/alcance que podem definir uma munição fundida para detonar precisamente sobre, acima ou atrás de um alvo designado.
Armas diferentes usam métodos de operação diferentes, sendo o blowback e o recuo longo duas escolhas comuns. Em todas essas armas, a energia liberada pelo disparo de um tiro carrega o próximo tiro na culatra da arma. O Mk 19 é recarregado automaticamente através do método blowback, onde gases em expansão sopram de volta o ferrolho de disparo.
No método de recuo longo, o ferrolho é fixado à câmara de disparo e toda a câmara de disparo é soprada para trás. Essas armas são um pouco menos precisas, mas pesam menos que as armas de blowback. A General Dynamics fabrica uma arma de recuo longo, o lança-granadas automático Mk 47, assim como a empresa espanhola Santa Bárbara. O LAG 40 fabricado pela Santa Bárbara tem uma cadência de tiro relativamente baixa de 215 tiros por minuto.

## Exemplos
- 1966 -  Estados Unidos: Mk 19 (40×53mm)[9]
- 1967 -  União Soviética: AGS-17 (30×29mm)
- 1984 -  Espanha: LAG 40 (40x53mm)
- 1985 -  Coreia do Sul: Daewoo K4 (40x53mm)[10]
- 1986 -  Singapura: STK 40 AGL (40x53mm)[11]
- 1987 -  China: QLZ-87 (35x32mm)[12]
- 1990 -  Rússia: AGS-30 (30x29mm)[13][14][15]
- 1992 -  Alemanha: Heckler & Koch GMG (40x53mm)[16]
- 1992 -  África do Sul: Denel Y3 AGL (40x53mm)[17]
- 1996 -  Japão: Howa Type 96 (40x53mm)[18]
- 2004 -  China: QLZ-04 (35x32mm)[19]
- 2005 -  Estados Unidos: Mk 47 Striker (40x53mm)[20]
- 2017 -  Rússia: AGS-40 Balkan (40x53mm sem estojo)[21][22]